# Mirococcus leymicola
Mirococcus leymicola är en insektsart som beskrevs av Tang 1992. Mirococcus leymicola ingår i släktet Mirococcus och familjen ullsköldlöss. Inga underarter finns listade i Catalogue of Life.